# Real Madrid Club de Fútbol 1983-1984
Questa voce raccoglie le informazioni riguardanti il Real Madrid Club de Fútbol nelle competizioni ufficiali della stagione 1983-1984.

## Rosa
| N. |                        | Ruolo | Calciatore               |
| -- | ---------------------- | ----- | ------------------------ |
|    | Spagna (bandiera)      | P     | Miguel Ángel González    |
|    | Spagna (bandiera)      | P     | Mariano García Remón     |
|    | Spagna (bandiera)      | P     | Agustín Rodríguez        |
|    | Spagna (bandiera)      | D     | Chendo                   |
|    | Spagna (bandiera)      | D     | Isidoro San José         |
|    | Spagna (bandiera)      | D     | José Antonio Camacho     |
|    | Spagna (bandiera)      | D     | Manuel Sanchís           |
|    | Paesi Bassi (bandiera) | D     | John Metgod              |
|    | Spagna (bandiera)      | D     | Francisco Bonet Serrano  |
|    | Spagna (bandiera)      | D     | Juan José Jiménez Collar |
|    | Spagna (bandiera)      | D     | José Antonio Salguero    |
|    | Spagna (bandiera)      | D     | Alfonso Fraile           |
|    | Spagna (bandiera)      | C     | Ángel de los Santos      |
|    | Spagna (bandiera)      | C     | Ricardo Gallego          |

| N. |                           | Ruolo | Calciatore              |
| -- | ------------------------- | ----- | ----------------------- |
|    | Germania Ovest (bandiera) | C     | Ulrich Stielike         |
|    | Spagna (bandiera)         | C     | Martín Vázquez          |
|    | Spagna (bandiera)         | C     | Alberto Bernardo Murcia |
|    | Spagna (bandiera)         | C     | Juan Lozano             |
|    | Spagna (bandiera)         | C     | Vicente del Bosque      |
|    | Spagna (bandiera)         | A     | Juanito                 |
|    | Spagna (bandiera)         | A     | Santillana              |
|    | Spagna (bandiera)         | A     | Francisco Pineda        |
|    | Spagna (bandiera)         | A     | Isidro Díaz González    |
|    | Spagna (bandiera)         | A     | Emilio Butragueño       |
|    | Spagna (bandiera)         | A     | Julio Suárez Cabrera    |
|    | Spagna (bandiera)         | A     | Ito                     |
|    | Spagna (bandiera)         | A     | Miguel Pardeza          |